# Zastava CZ 99
La Zastava CZ 99 es una pistola semiautomática producida por Zastava Arms. Fue desarrollada para reemplazar a la M57 en el Ejército yugoslavo y la Policía. El diseño del armazón fue influenciado por la SIG P226, aunque con controles ambidiestros como los de la Walther P88. La CZ 99 está calibrada principalmente para el cartucho 9 x 19 Parabellum con un cargador de 15 cartuchos.

## Variantes

### CZ 99
El modelo original diseñado en 1989. En calibre 9 mm o 10 mm

### CZ 999 Scorpion (ЦЗ999)
Aunque inicialmente destinada para disparar el cartucho 9 x 19 Parabellum, es una variante de la Zastava CZ 99 calibrada para el cartucho .40 S&W y principalmente para exportación, muchas de estas pistolas siendo importadas a Estados Unidos en 1990. Con el paso del tiempo se desarrollaron nuevas versiones de esta pistola: la Zastava CZ 999, de doble acción única y con selector DA/AS, así como la Zastava CZ 999 Scorpion sin este último selector. Tiene un indicador de cartucho en la recámara, además de un modelo compacto.

### EZ
Cuarta generación de la CZ 99 con un riel Picatinny. También posee un indicador de recámara cargada así como un indicador para los últimos tres cartuchos que quedan en el cargador. Es una pistola con selector DA/AS y controles ambidiestros. Está disponible en ambos calibres. También tiene versiones compactas de ambos calibres.

### EZ 9 Compact
Variante compacta de la pistola EZ . El cañón está acortado por 10 mm.

## Copias extranjeras

### KSN Golan
Copia israelí de la CZ 99 producida por Industrias KSN, que compró los derechos de producción después que Zastava cesó su producción. Aunque la Golan carece del indicador de cartucho en la recámara, tiene una corredera y un cañón más cortos, cachas distintas y otras variaciones cosméticas mínimas respecto a la CZ 99, su interior es virtualmente idéntico y algunas piezas son intercambiables entre ambas pistolas.

### Tressitu TZ99
Copia sudafricana de la CZ 99. A inicios de la década de 1990, la empresa sudafricana Tressitu compró a la Crvena Zastava una licencia para producir la pistola con la designación TZ99, estando disponible en calibre 9 mm y 10 mm. Solo se produjo por un breve periodo antes que Tressitu entrase en bancarrota a mediados de la década de 1990. Algunas TZ99 que estaban almacenadas desde la disolución fueron importadas a Estados Unidos a mediados de la década de 2000.

## Usuarios
- Bosnia y Herzegovina[14]
- Irak[15]
- Israel[10]
- Jordania[16]
- Líbano[17]
- Liberia[1]
- Macedonia del Norte[18]
- Montenegro[19]
- Palestina[19]
- Serbia[20]